# Na Son
Na Son là một xã thuộc huyện Điện Biên Đông, tỉnh Điện Biên, Việt Nam.

## Địa lý
Xã Na Son có vị trí địa lý:
- Phía đông giáp xã Xa Dung và xã Phì Nhừ
- Phía tây giáp xã Pu Nhi và xã Nong U
- Phía nam giáp thị trấn Điện Biên Đông và xã Keo Lôm
- Phía bắc giáp huyện Mường Ảng.

Xã Na Son có diện tích 66,11 km², dân số năm 2022 là 3.976 người,  mật độ dân số đạt 60 người/km².

## Hành chính
Xã Na Son được chia thành 13 thôn, bản.

## Lịch sử
Ngày 7 tháng 10 năm 1995, Chính phủ ban hành Nghị định số 59-CP về việc chuyển xã Na Son thuộc huyện Điện Biên về huyện Điện Biên Đông mới thành lập quản lý.
Ngày 6 tháng 6 năm 2005, Chính phủ ban hành Nghị định số 72/2005/NĐ-CP về việc thành lập thị trấn Điện Biên Đông trên cơ sở 1.890 ha diện tích tự nhiên và 2.986 nhân khẩu của xã Na Son.
Sau khi điều chỉnh địa giới hành chính, xã Na Son còn lại 7.359 ha diện tích tự nhiên và 2.954 nhân khẩu.
Ngày 10 tháng 7 năm 2019, HĐND tỉnh Điện Biên ban hành Nghị quyết số 116/NQ-HĐND về việc:
- Thành lập bản Na Lanh trên cơ sở Sư Lư 1 và bản Sư Lư 2.
- Thành lập bản Sư Lư trên cơ sở bản Sư Lư 3 và bản Sư Lư 4.
- Thành lập bản Lọng Chuông trên cơ sở bản Lọng Chuông A và bản Lọng Chuông B.
- Thành lập bản Na Phát trên cơ sở bản Na Phát A và bản Na Phát B.
- Đổi tên bản Sư Lư 5 thành bản Co Hả.
- Đổi tên bản Lọng Chuông C thành bản Co Píp.
- Đổi tên bản Na Phát C thành bản Na Cảnh.